# Сліпченко Віктор Володимирович
Ві́ктор Володи́мирович Сліпченко — генерал-майор (з березня 2017) Міністерства внутрішніх справ України.

## З життєпису
На 2012 рік — командир Спеціального авіаційного загону Оперативно-рятувальної служби цивільного захисту.
Начальник управління авіації Головного управління Національної гвардії України.

## Нагороди
21 серпня 2014 року — за особисту мужність і героїзм, виявлені у захисті державного суверенітету та територіальної цілісності України, вірність військовій присязі під час російсько-української війни, відзначений — нагороджений орденом Данила Галицького.